# Цьмелюв (гміна)
Гміна Цьмелюв (пол. Gmina Ćmielów) — місько-сільська гміна у східній Польщі. Належить до Островецького повіту Свентокшиського воєводства.
Станом на 31 грудня 2011 у гміні проживало 7798 осіб.

## Територія
Згідно з даними за 2007 рік площа гміни становила 117.70 км², у тому числі:
- орні землі: 63.00%
- ліси: 31.00%

Таким чином, площа гміни становить 19.10% площі повіту.

## Населення
Станом на 31 грудня 2011:
| Опис     | Загалом | Загалом | Чоловіки | Чоловіки | Жінки | Жінки |
| -------- | ------- | ------- | -------- | -------- | ----- | ----- |
| одиниця  | осіб    | %       | осіб     | %        | осіб  | %     |
| все      | 7798    | 100     | 3783     | 48.51    | 4015  | 51.49 |
| міське   | 3238    | 100     | 1538     | 47.50    | 1700  | 52.50 |
| сільське | 4560    | 100     | 2245     | 49.23    | 2315  | 50.77 |

## Сусідні гміни
Гміна Цьмелюв межує з такими гмінами: Балтув, Бодзехув, Войцеховіце, Ожарув, Опатув, Садове, Тарлув.